# ゆけむり緑地
ゆけむり緑地（ゆけむりりょくち）は、福島県郡山市にある都市公園（都市緑地）である。

## 概要
線路沿いの細長い敷地に整備され、歩道代わりに通り抜けることができるようになっている公園。敷地内は日本庭園が整備され、温泉が流れる樋のモニュメントなどがある。
毎年8月の萩姫まつりでは、初日のミス萩姫撮影会などがこの公園で行われる。

## 所在地
- 福島県郡山市熱海町熱海四丁目18-6[1]
  - JR磐越西線 磐梯熱海駅より徒歩1分[3]

## 周辺
- 磐梯熱海駅
- 駅前足湯
- ほっとあたみ
- 湯のまちぎゃらりー
- 丸守発電所